# KDE
KDE — международное сообщество, разрабатывающее свободную среду рабочего стола KDE Plasma, набор связанных между собой программ, а также несколько веб-сервисов. До начала 2010 года название KDE (сокращение от Kool Desktop Environment или K Desktop Environment) обозначало среду рабочего стола.
Программное обеспечение KDE построено на основе кроссплатформенного инструментария разработки пользовательского интерфейса Qt. Работает преимущественно под UNIX-подобными операционными системами, которые используют графические подсистемы X Window System и Wayland. В данный момент многие приложения KDE доступны также на Windows и Android.
Будучи одним из самых признанных проектов, KDE Plasma является основной средой рабочего стола на многих дистрибутивах Linux, например, openSUSE, Manjaro, Mageia, Netrunner, OpenMandriva, Chakra, Kubuntu, KaOS и PCLinuxOS.

## Обзор
Сообщество KDE и их работу можно измерить в следующих моментах:
- KDE является одним из крупнейших сообществ, развивающих свободное программное обеспечение[2].
- Более 2500 человек участвуют в разработке программного обеспечения KDE[2]. Примерно 20 новых разработчиков каждый месяц вносят свой первый код[2].
- Программное обеспечение KDE состоит из более чем 6 000 000 строк кода (не учитывая Qt)[2].
- Программное обеспечение KDE было переведено на более чем 108 языков[3].
- Программное обеспечение KDE доступно на более чем 114 официальных FTP-зеркалах более чем в 34 странах[4].
- Во всех репозиториях можно найти зеркало для чтения в Github[5].

## Проекты KDE
Есть много известных проектов свободного программного обеспечения, разработанных и поддерживаемых сообществом KDE.
Проект, который раньше назывался KDE или KDE Software Compilation, сейчас состоит из трех частей:
- KDE Plasma, интерфейс платформы для различных рабочих областей, таких как Plasma Desktop или Plasma Mobile
- KDE Frameworks, коллекция из более чем 70 бесплатных и открытых библиотек, построенных поверх Qt (ранее известный как «kdelibs» или «KDE Platform»)
- KDE Applications, набор приложений и вспомогательных библиотек. Набор состоит более чем из 100 приложений. Примерами известных приложений в наборе являются файловый менеджер Dolphin, программа просмотра документов Okular, текстовый редактор Kate, инструмент архивации Ark и эмулятор терминала Konsole.

### KDE Plasma

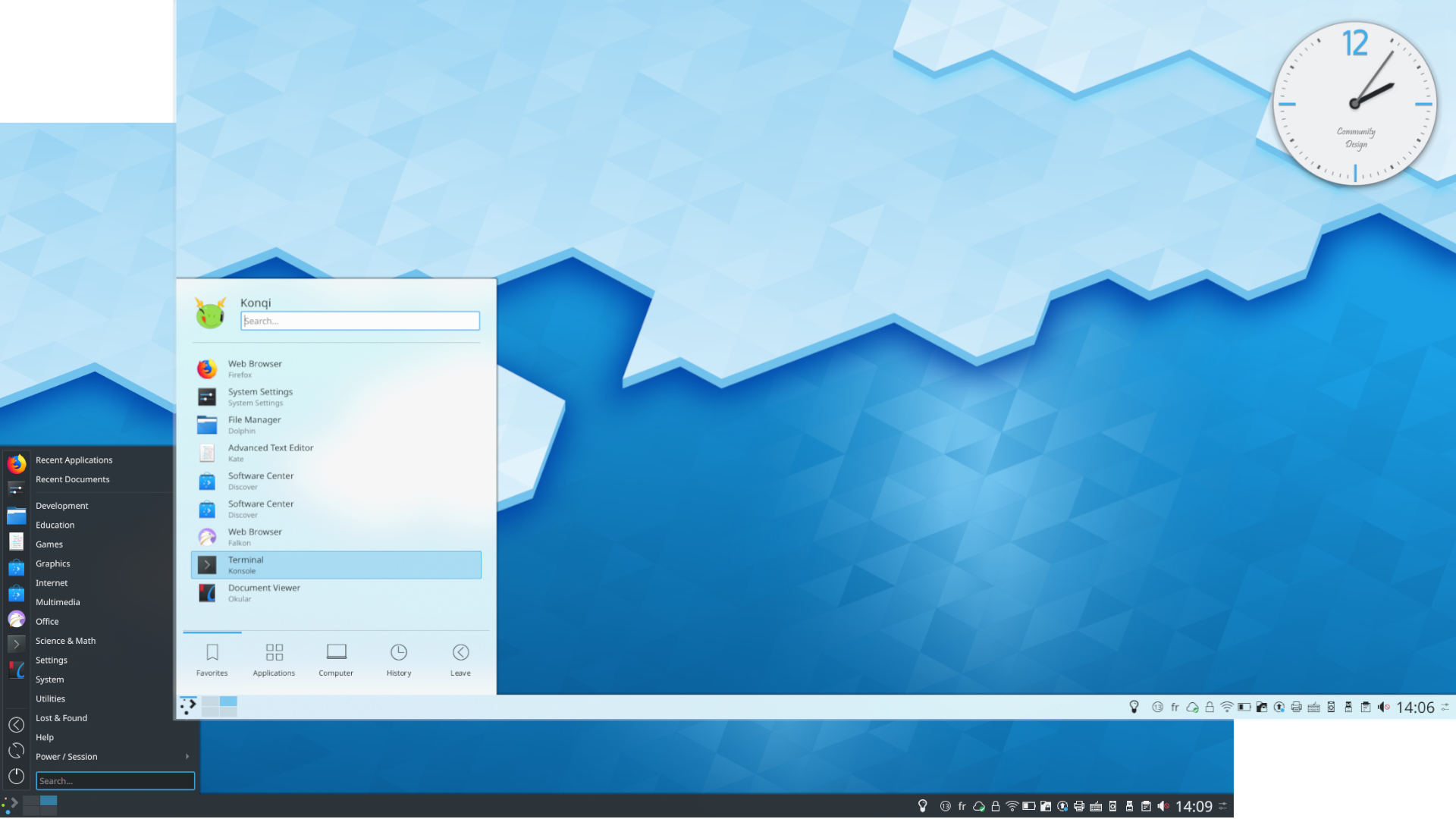
KDE Plasma 5.16 светлая и темная тема

KDE Plasma — это технология пользовательского интерфейса, которую можно легко настроить для работы с различными форм-факторами, такими как настольные компьютеры, нетбуки, планшеты, смартфоны или даже встроенные устройства.
Бренд Plasma для графических рабочих окружений был введен с KDE SC 4.4.
Во время четвертой версии, кроме Plasma 4 рабочая область называлась Plasma Netbook и Plasma Active.
Последняя Plasma 6 содержит такие рабочие окружения:
- Plasma Desktop для настольных компьютеров или ноутбуков.
- Plasma Mobile для смартфонов.
- Plasma Minishell для встроенных и сенсорных устройств[10], как IoT или автомобили.
- Plasma Media Center для телевизоров.

### KDE Frameworks
KDE Frameworks предоставляют более 70 бесплатных и открытых библиотек, построенных поверх Qt. Они являются основой для KDE Plasma и большинства приложений KDE, но могут быть частью любого проекта, который хотел бы использовать один или несколько его модулей.

#### Kirigami
Kirigami это набор компонентов QtQuick разработан Марко Мартином, что позволяет разработчикам писать программы, которые запускаются в Android, iOS, Plasma Mobile и любой классической среде Linux без корректировки кода.

#### Привязки
Хотя в основном все написано на C++, есть много привязок для других доступных языков программирования:
- Python
- Ruby (Korundum, построен на QtRuby)
- Perl
- C# (Тем не менее, текущий фреймворк для привязки к языкам C# и других .Net устаревший, а замена компилируется только на Windows)[15].

Эти и другие привязки используют следующие технологии:
- Smoke: для создания привязок для Ruby, C# и PHP
- SIP: для создания привязок для Python
- Kross: встроенные сценарии для C++-приложений, с поддержкой Ruby, Python, JavaScript, QtScript, Falcon и Java

#### История
Во время KDE SC 4 так называемый KDE Platform состоял из всех библиотек и служб, необходимых для KDE Plasma и приложений. Начиная с Qt 5 эта платформа была преобразована в набор модулей, которые теперь называются KDE Frameworks. Эти модули включают в себя: Solid, Nepomuk, Phonon и т. д., и имеют лицензию в рамках LGPL, BSD, MIT или лицензию X11.

### KDE Applications
KDE Applications — это комплект программного обеспечения, являющегося частью официального выпуска KDE Applications. Таких как Okular, Dolphin или Kdenlive, они построены на KDE Frameworks и выпущены на 4 месяца с нумерацией версий, состоящий из Год. Месяц (например, 18.12).

### Остальные проекты

#### Extragear

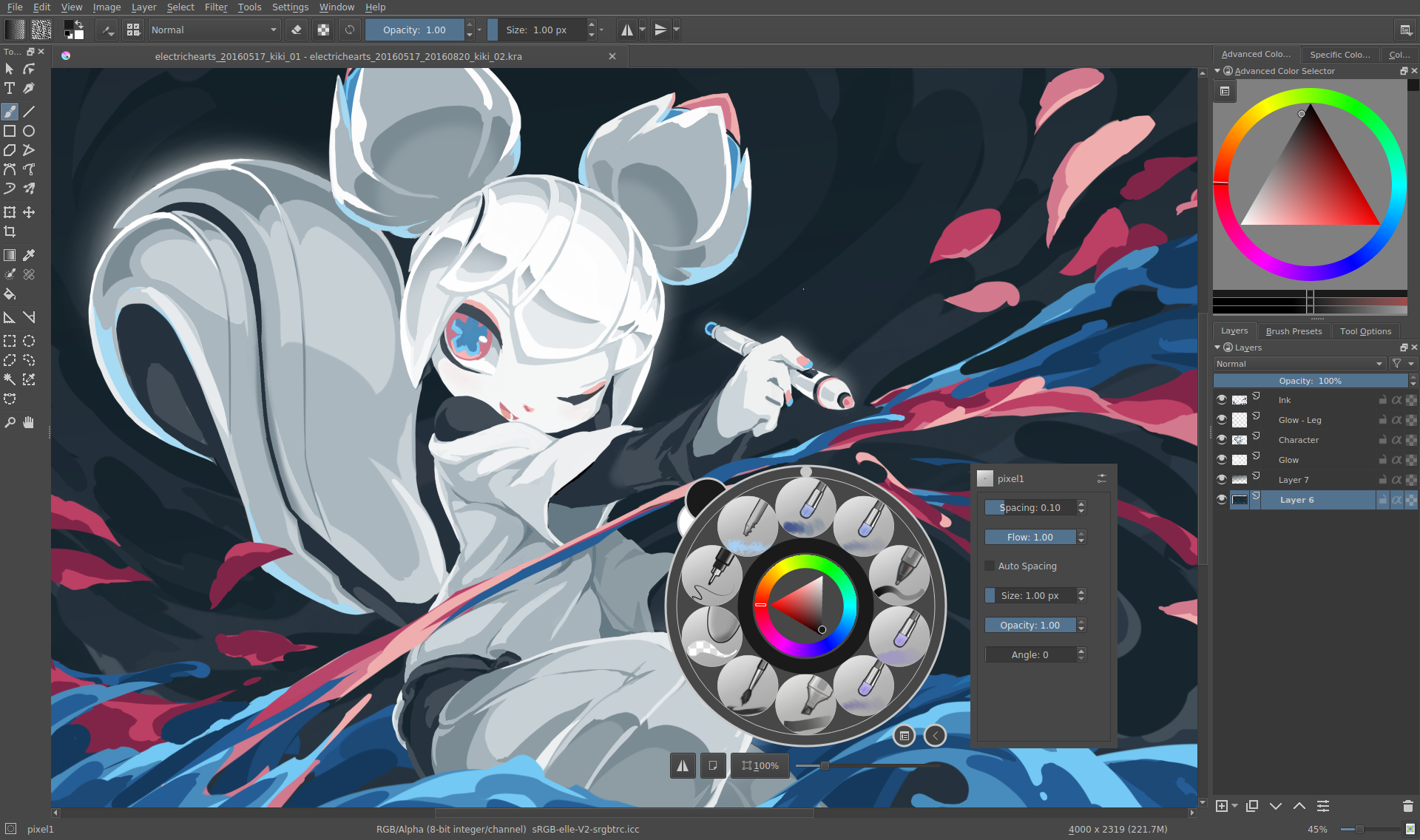
Krita 4.0 pre-alpha скриншот

Программное обеспечение, которое не является частью официального пакета программ KDE, можно найти в разделе «Extragear». Они выходят по собственному графику и имеют собственные номера версий. Есть много таких программ, например KTorrent, Krita или Amarok которые в основном разработаны для запуска между разными операционными системами и разворачиваются независимо от конкретной рабочей области или среды рабочего стола. Некоторые проекты состоят из нескольких приложений, таких как Calligra Suite или Kontact.

#### KDE neon
KDE neon это набор программного обеспечения и дистрибутив Linux, который использует Ubuntu LTS как основу. Он нацелен на предоставление пользователям быстро обновляемого программного обеспечения Qt и KDE, одновременно обновляя остальные компоненты операционной системы из хранилищ Ubuntu в обычном темпе. Поставляется в версиях для пользователей и для разработчиков. KDE утверждает, что это не дистрибутив KDE, а сам архив пакетов KDE и Qt.

#### WikiToLearn
WikiToLearn, сокращенно WTL, является одним из новых с усилий KDE. Это вики (на основе MediaWiki, как Википедия) что обеспечивает платформу для создания и совместного использования учебников с открытым исходным кодом. Идея заключается в том, чтобы иметь огромную библиотеку учебников для всех. Ее корни лежали в Миланском университете, где группа специалистов хотела поделиться заметками, а потом решила, что это будет для всех людей, а не только для их внутренней группы друзей. Они стали официальным проектом KDE, и его поддержали несколько университетов.

## Организация проекта
Как и большинство проектов с открытым исходным кодом, KDE состоит из добровольцев. В работу проекта включены не только разработчики, но и участники, занимающиеся локализацией, графикой, звуковым сопровождением. Важные вопросы обсуждаются участниками проекта в списках рассылки.
Хотя разработчики и пользователи находятся по всему миру, проект сохраняет прочные позиции в Германии. Веб-серверы расположены в университетах Тюбингена и Кайзерслаутерна, немецкая некоммерческая организация (KDE e.V.) владеет товарным знаком «KDE», а конференции KDE часто проводятся в Германии.

### Самобытность
Многие приложения KDE имеют букву K в своих названиях, преимущественно в качестве начальной буквы и в верхнем регистре. Однако, существуют исключения, например, Akregator, чья буква K в нижнем регистре, или AmaroK, где она вынесена в конец. Буква K во многих названиях появляется путём замены на неё буквы со сходным звучанием, то есть C или Q. Примерами могут служить названия эмулятора терминала Konsole (англ. console), или Kuickshow. С этим связаны некоторые забавные ситуации, например, написание Konsole является корректным для немецкого языка, а после длительного использования KDE и браузера Konqueror бывает трудно вспомнить правильное написание слова «завоеватель» (англ. conqueror). Иногда также буква K добавляется в качестве префикса к общеупотребимому слову, например KOffice. Такая тенденция усилилась с появлением четвёртой версии KDE. Некоторые приложения вообще не имеют буквы K в названии, например, просмотрщик изображений Gwenview.
Талисманом проекта KDE является зелёный дракончик по имени Konqi.

## Спонсорство
Проект KDE и связанные с ним события спонсируются частными лицами, университетами и компаниями, такими как Canonical, Dell, IBM, Google, The Qt Company, а также создателями дистрибутива openSUSE, SUSE Enterprise Linux.
15 октября 2006 года было объявлено, что Марк Шаттлворт стал первым покровителем KDE, то есть оказал проекту наибольшую спонсорскую помощь.

## История

### Начало

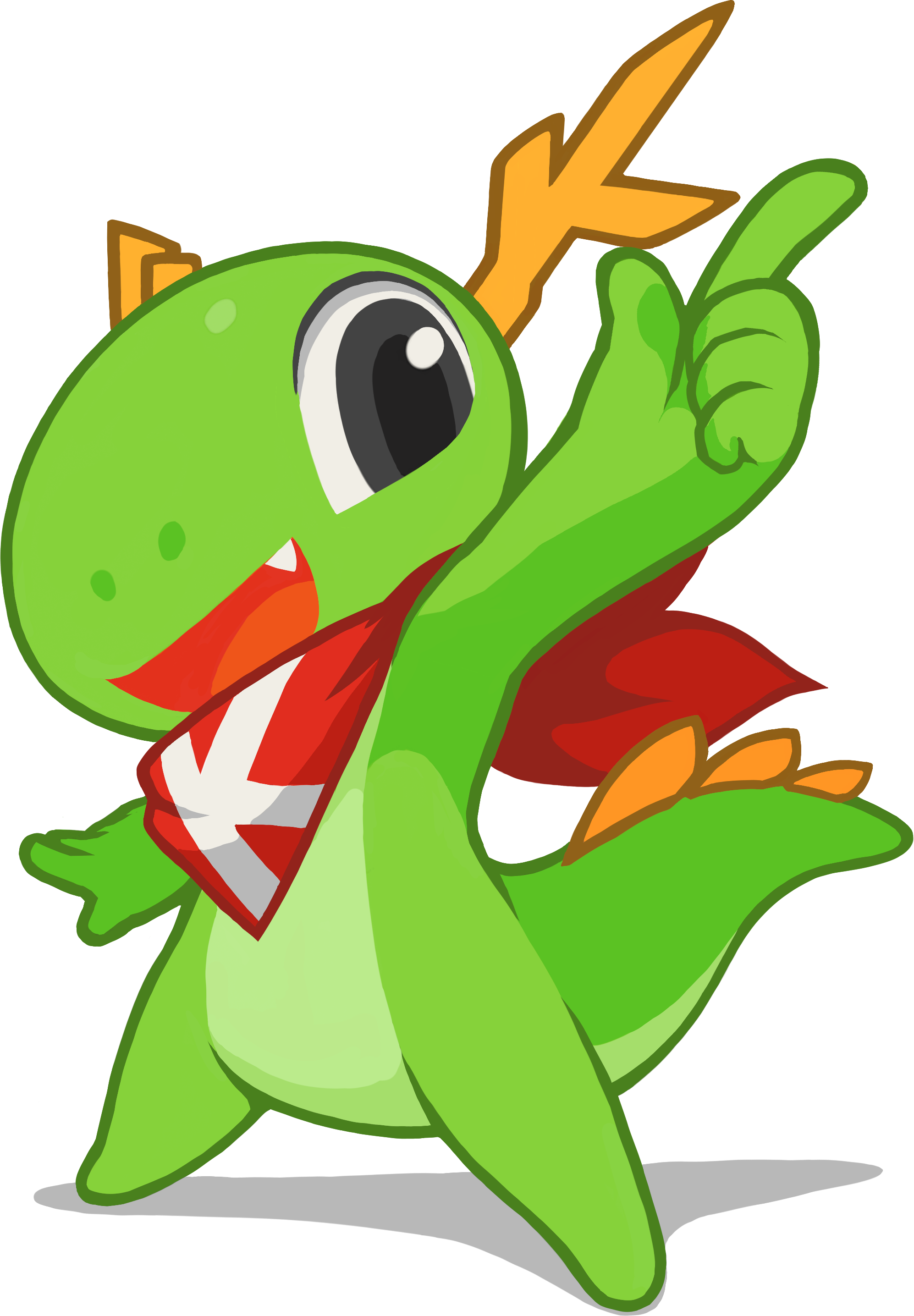
Konqi — талисман KDE

KDE был основан 14 октября 1996 Маттиасом Эттрихом, который в то время был студентом Тюбингенского университета. Его беспокоили проблемы UNIX-десктопа, одной из которых было отсутствие приложений, которые выглядели бы и вели себя одинаково. Он предложил не просто создание набора программ, а скорее среды для рабочего стола, в которой пользователь мог ожидать однородного поведения программ. Кроме того, он хотел сделать эту среду простой и понятной в эксплуатации.
Имя KDE был задуман как игра слов (Kool Desktop Environment) от существующего Common Desktop Environment (CDE), доступный для Unix систем.

### Ребрендинг
Изначально вместо K было предложено использовать «Kool», но потом решили, что с K не нужно ничего делать. Поэтому KDE стал аббревиатурой расширенной до «K Desktop Environment» до того, как он был полностью откинут в пользу KDE как международное сообщество.
24 ноября 2009 года команда маркетинга KDE объявила о ребрендинге компонентов проекта KDE, мотивированная воспринятым переходом от построения среды рабочего стола к более широкому проекту вокруг «сообщества людей, которые создают программное обеспечение». Ребрендинг сосредотачивался на уменьшении акцента на среде рабочего как на «просто другом продукте», подчеркивая как сообщество, так и другие технологии, предоставляемых в качестве программного обеспечения KDE. То, что раньше называлось KDE 4, разделилось на три части: KDE Plasma Workspaces, KDE Applications и KDE Platform (теперь KDE Frameworks) — в совокупности, как «KDE Software Compilation 4» (сокращенно «KDE SC 4»). На сегодняшний день название «KDE» больше не означает «K Desktop Environment», для сообщества, которое разрабатывает программное обеспечение.

### История выпусков
| Версия                     | Дата            | Информация                                                                           |
| -------------------------- | --------------- | ------------------------------------------------------------------------------------ |
|                            | 14 Октября 1996 | Объявлена разработка KDE                                                             |
| K Desktop Environment 1    | 12 Июля 1998    |                                                                                      |
| K Desktop Environment 2    | 23 Октября 2000 | Появились значительные технологические усовершенствования: DCOP, KIO, KParts, KHTML. |
| K Desktop Environment 3    | 3 Апреля 2002   |                                                                                      |
| KDE Software Compilation 4 | 11 Июня 2008    |                                                                                      |
| KDE Plasma 5               | 15 Июля 2014    | Бывшие KDE/KDE SC были разделены на KDE Plasma, KDE Frameworks и KDE Applications    |
| KDE Plasma 6               | 28 Февраля 2024 | Проведена глобальная работа над ошибками, чистка устаревших компонентов              |

## Упоминания в телесериалах
Рабочая среда KDE демонстрируется в сериалах:
- Теория Большого взрыва;
- Обмани меня;
- Доктор Хаус;
- Декстер;
- 24 часа;
- Шпионка;
- Мистер Робот[26].

А также:
- в ролике о съёмках фильма Властелин колец: Две крепости;
- в комиксе Железный человек KDE установлена в костюм Тони Старка[27];
- в фильме Социальная сеть.

## Галерея

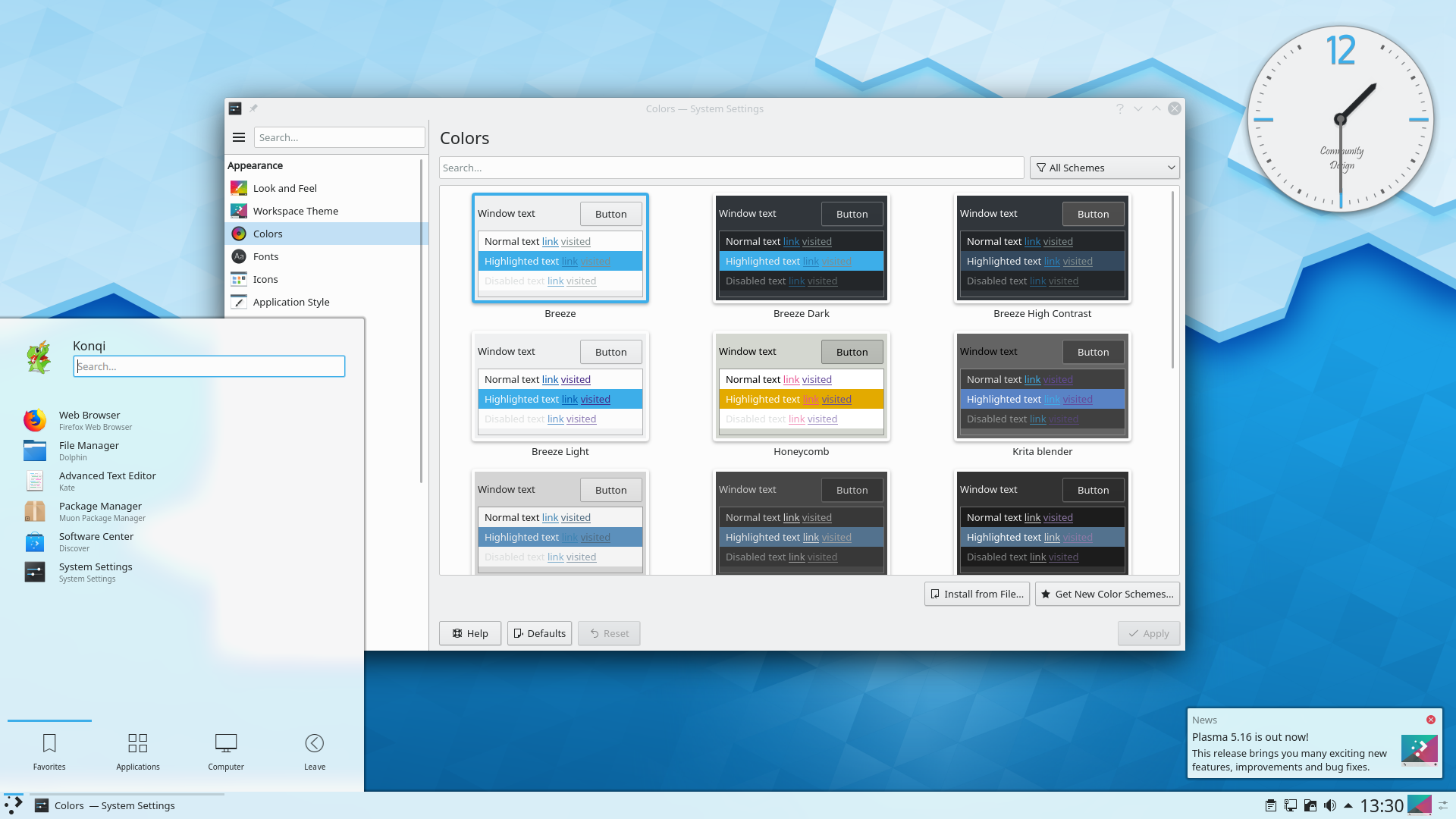
KDE Plasma 5.16